# 小岳 (秋田県)
小岳（こだけ）は、秋田県山本郡藤里町にある山である。標高は1,042.3m。山頂には三等三角点「小岳」が設置されている。

## 概要
白神山地は山頂が高い樹木に覆われ見晴らしは決して良くない山が多い。しかし、小岳は山頂部が低木で覆われており、山頂からは白神山地の遺産地区や岩木山が一望できる。根深誠は、この小岳を白神山地では天狗岳に次いで眺望の良い山としている。青森県との県境の山のように見えるが、山頂部はわずかに秋田県側に入っている。
小岳は古くからマタギらにより登られており、山頂に置かれた江戸時代の古銭を青森のマタギが持ち帰ったとする記録もある。青森のマタギはこの小岳に対して、藤里駒ヶ岳を「大岳」と呼んだ。

## 山頂付近の植生
山頂部は世界遺産地域の緩衝地域にあり、高山植物群はロープで守られている。高山植物はコケモモ、ゴゼンタチバナ、ヒメイチゲ、ハクサンシャクナゲ、ミヤマホツツジを見ることができる。
小岳の少し北にある青鹿岳の鬼の坪という冷気が岩の間から出ている場所にハイマツの群落がある。本州ではこの青鹿岳を含む小岳付近のハイマツが標高が最も低い場所にある群落となっている。白神山地にはこれらの他に、雁森岳、白神岳、向白神岳にもハイマツの群落があるが、この5カ所の中で小岳のものがもっとも大きな群落となっていて、最も簡単に観察ができる場所となっている。このほか、アカミノイヌツゲやミヤマナラ、ミネカエデ、ナナカマド、キャラボクなどが山頂部を覆っている。

## 登山

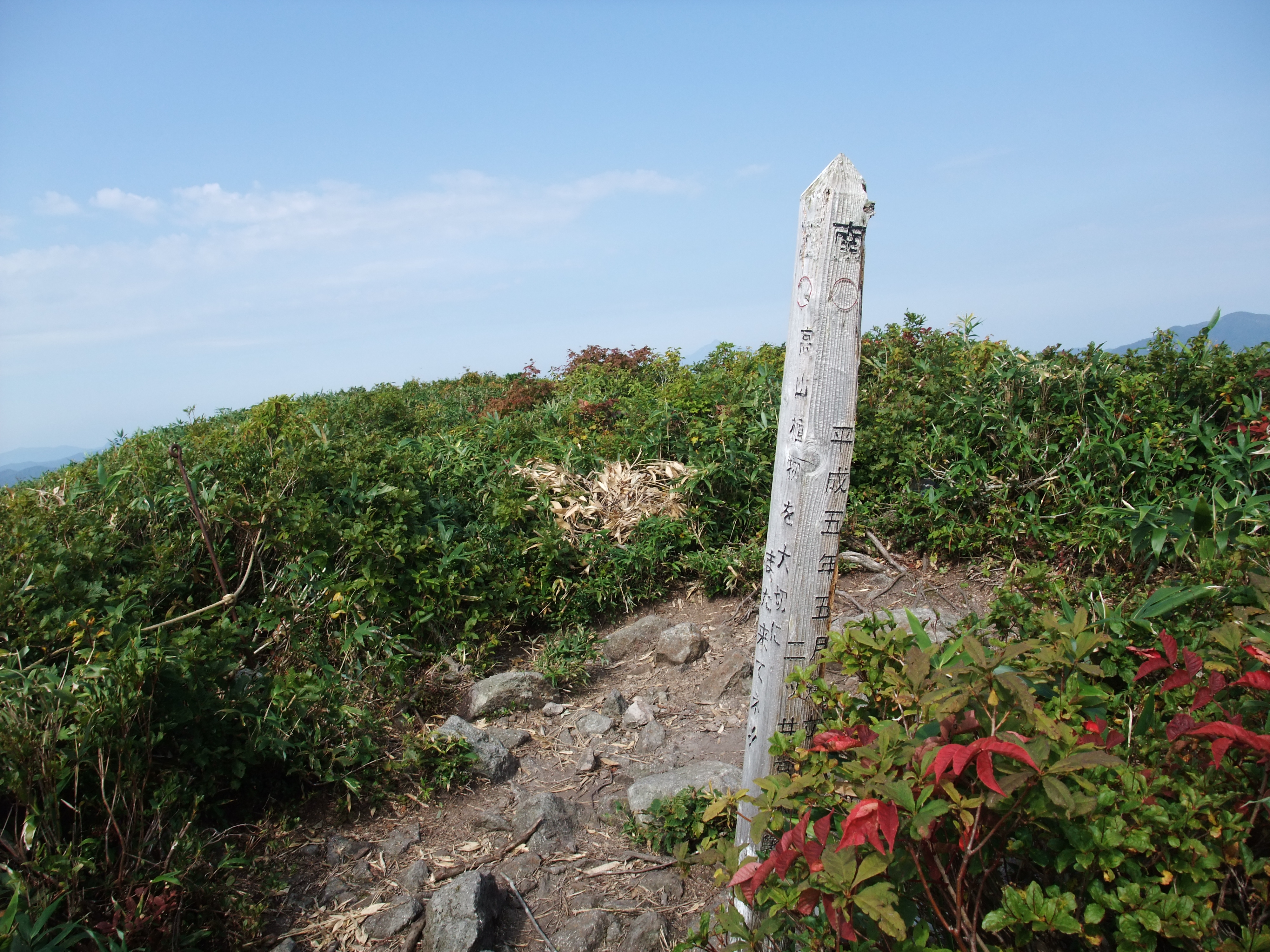
小岳山頂 奥にある山は青鹿岳

素波里ダムのダム湖公園まで舗装道路となっており、その奥は粕毛林道、大滝林道、小岳林道を辿り登山口へ到着する。登山口には駐車場と巡視管理小屋、トイレがある。ここから1時間30分程度で山頂に達する。登山口からは2ルートの登山道が分岐している。
山頂部付近にはいくつもの巨石があり、登山道は巨石の間を通っている。巨石が広がって分布しているのは、霜のため山頂部から移動したのではないかとも言われている。冬期には頂上東側に雪庇が長く追出し、「万里の長城」と呼ばれる雪堤ができる。

## 伝承
江戸時代の津軽藩士である平尾魯仙は『谷の響』で、小岳と思える山の伝承を記述している。
小岳の西にある雁森岳は崖に挟まれていて、平坦ではなく大滝又沢の上流にはない。大滝又沢の上流にある山は小岳であり、その山頂部は比較的平坦になっており、現在は山頂付近に小さな祠が置かれている。白神山地のこの地区は、青森県側と秋田県側の歴史的呼称がずれている山が複数ある。冷水岳や泊岳などがその例である。